# Bassano Bresciano
Bassano Bresciano (lombardul: Basà) település Olaszországban, Lombardia régióban, Brescia megyében. Lakosainak száma 2338 fő (2023. január 1.). Bassano Bresciano Pontevico, Verolanuova, Manerbio és San Gervasio Bresciano községekkel határos.

## Népesség
A település népességének változása:
| Lakosok száma | 2330 | 2328 | 2338 |
|               | 2017 | 2018 | 2023 |